# Malevolent - Le voci del male
Malevolent - Le voci del male (Malevolent) è un film del 2018 diretto da Olaf de Fleur Johannesson e basato sul romanzo del 2011 Hush di Eva Konstantopoulos.

## Trama
Angela e Jackson Sayers sono una coppia di truffatori specializzata nella creazione di eventi paranormali che per denaro devono affrontare una spaventosa avventura quando si ritrovano in una casa infestata dagli spettri.

## Distribuzione
Il film è stato distribuito sulla piattaforma Netflix a partire dal 05 ottobre 2018.